# استار پرینسس
استار پرینسس (به انگلیسی: Star Princess) یک کشتی است که طول آن ۲۸۹٫۶۲ متر (۹۵۰٫۲ فوت) می‌باشد. این کشتی در سال ۲۰۰۱ ساخته شد.